# Tannenberg
Tannenberg — компьютерная многопользовательская онлайн-игра, разработанная компаниями M2H и Blackmill Games и выпущенная M2H для персональных компьютеров на базе Windows, macOS и Linux, а также для игровых приставок PlayStation 4 и Xbox One. Выход игры состоялся 13 февраля 2019 года, после более чем года пребывания в раннем доступе.
Tannenberg вдохновлена битвой при Танненберге 1914 года в Восточной Пруссии. В игре представлены исторически точное вооружение Первой мировой войны, аутентичная форма и снаряжение, детализированные ранения и карты, основанные на реальных полях сражений Восточного фронта.

## Игровой процесс

Игровой процесс Tannenberg. Игроки продвигаются до обозначенной позиции.

Tannenberg представляет собой шутер от первого лица с тремя режимами — «Манёвр» (англ. Maneuver), «Бой на истощение» (англ. Attrition) и «Бой насмерть» (англ. Rifle Deathmatch). Действие игры происходит в окопах Первой мировой войны, в которую можно играть до 64 игроков (40 на консолях). Отряды обычно состоят из четырёх игроков: лидера отряда, называемого унтер-офицером, и трёх ролей, зависящих от страны и типа выбранного отряда. Унтер-офицеры могут вызывать такие способности поддержки, как артиллерийские заграждения, подвижные заграждения, атаки белым фосфором, дымовые завесы и миномётные снаряды.
В «Манёвре» игроки могут присоединиться к одной из двух исторических сторон Первой мировой войны — к Центральным державам  (делится на инфантерию, императорские и королевские вооружённые силы и болгар) или Антанте (делится на фронтовиков, казаков, латышских стрелков и румынов). После выбора типа отряда и роли в отряде игроки вступают в бой, где им предстоит захватить сектора. Удержание секторов обеспечивает контрольные точки, и команда с наибольшим количеством контрольных точек станет истощать ресурсы другой стороны. Игра заканчивается, когда у одной из команд заканчиваются ресурсы, когда главный сектор любой из команд захвачен или когда истекает время боя.
В «Бою на истощение» игроки также могут присоединиться к историческим сторонам Первой мировой войны. Каждая команда начинает с определённого количества билетов. Билеты представляют собой количество рабочей силы, которая есть в распоряжении каждой стороны. Каждый раз, когда игрок погибает и возрождается, вычитается билет. Цель игры состоит в том, чтобы уменьшить количество билетов игроков противоположной стороны, прежде чем потерять все билеты, без которых игрок не может возрождаться.
В «Бою насмерть» игроки сражаются в свободном для всех сражении, вооружившись только одной из винтовок и дополнениями, которые могут выбрать, присоединяясь к игре. Игроки могут зарабатывать опыт и очки карьеры, убивая других игроков, а за очки карьеры могут повышать уровень своих винтовок, получая для них дополнительные аксессуары, такие как штык или прицел.

## Выпуск
Tannenberg была анонсирована как самостоятельное дополнение к игре Verdun 24 мая 2017 года. 16 ноября 2017 года игра вошла в ранний доступ Steam.
После более чем года в раннем доступе Tannenberg была выпущена 13 февраля 2019 года в Steam. В мае 2019 года было объявлено, что игра станет доступна для PlayStation 4 и Xbox One в конце того же года. Однако для консолей она вышла 24 июля 2020 года.

## Отзывы
| Сводный рейтинг       | Сводный рейтинг                     |
| Агрегатор             | Оценка                              |
| --------------------- | ----------------------------------- |
| GameRankings          | PC: 72,88 %                         |
| Metacritic            | PC: 69/100 PS4: 61/100 XONE: 72/100 |
| OpenCritic            | 69/100                              |
| «Критиканство»        | 62/100                              |
| Иноязычные издания    |                                     |
| Издание               | Оценка                              |
| Multiplayer.it        | PC: 6,5/10                          |
| Gamer.nl              | PC: 6,5/10                          |
| Games.cz              | PC: 7/10                            |
| SpazioGames           | PC: 7/10                            |
| 4Players              | PS4: 55/100                         |
| PlayStation LifeStyle | PS4: 6/10                           |
| TheXboxHub            | XONE:                               |
| Video Chums           | XONE: 7,3/10                        |
| Русскоязычные издания |                                     |
| Издание               | Оценка                              |
| Riot Pixels           | PC: 59 %                            |
| Great Gamer           | PC: 7,3/10                          |

Tannenberg получила смешанные отзывы критиков. На сайте-агрегаторе Metacritic версии игры для PC, PlayStation 4 и Xbox One получили 69, 61 и 72 баллов из 100 возможных соответственно, а на сайте-агрегаторе Критиканство в общем — 62 (на основе двух обзоров).
В своём обзоре на Multiplayer.it Симоне Тальяферри отнёс к плюсам напряжённость матчей, а к минусам — малонаселённые серверы и наличие двух из трёх бесполезных режимов. Гарри Хол с веб-сайта Gamer.nl отметил из плюсов то, что тактика выглядит аутентичной, а из минусов — графику.
Вацлав Пехачек с веб-портала Games.cz отметил из минусов графику и низкий бюджет. Даниэле Спелта с веб-сайта SpazioGames отметил из плюсов режим «Манёвр», большое внимание к историческому контексту и командную работу, а из минусов — «сервера уже начинают превращаться в пустоши, ИИ часто ставит под угрозу исход матчей, различия между классами и подразделениями минимальны».
Эйке Крамер из веб-журнала 4Players отметил, что «поля сражений Восточного фронта предлагают большое разнообразие: от болотистых топей и бесплодных горных хребтов до густых лесов». Чендлер Вуд с веб-сайта PlayStation LifeStyle отметил из плюсов «интересный дизайн окружения; уникальный взгляд на традиционную войну FPS; внимание к деталям и историческую достоверность», а из минусов — жёсткую и неуклюжую анимацию: пользовательский интерфейс и плохую адаптацию для новых игроков.
Джеймс Бентли с веб-сайта TheXboxHub отметил из плюсов «большое внимание к деталям и дизайну карты; интересные идеи и механики», а из минусов — «устаревшие визуальные эффекты; иногда неуклюжий геймплей; разочаровывающее TTK». А. Дж. Мачеевский из веб-сайта Video Chums отметил из плюсов впечатляюще большие и сложные карты и множество граней и стратегий для открытия, а из минусов — частые неожиданные смерти и визуальные эффекты.
Филипп Вольнов с веб-портала Riot Pixels отметил из минусов «корявую графику», отсутствие управляемой техники и наличие солдат, управляемых ИИ. Данил Ряснянский с веб-сайта Great Gamer отметил, что «несовершенство внешнего вида, отсутствие богатой кастомизации и некоторые мелкие шероховатости он [Tannenberg] вполне достойно компенсирует серьёзным научным подходом и достаточно бодрым командно-тактическим игровым процессом».

### Комментарии
1. ↑  Time to Kill (с англ. — «Время на убийство») — среднее время, необходимое для убийства противника в перестрелке[23].